# Dany Verlinden
Daniel „Dany“ Verlinden (* 15. August 1963 in Aarschot) ist ein ehemaliger belgischer Fußballtorhüter.

## Karriere

### Im Verein
Dany Verlinden begann seine Profikarriere mit siebzehn Jahren bei Lierse SK. Von 1980 bis 1988 absolvierte der Torhüter insgesamt 204 Spiele für Lierse. Nach seinem Wechsel zum FC Brügge wurde er in seiner zweiten Saison zum Stammtorhüter. Es gelang ihm, zwischen dem 3. März 1990 und dem 26. September 1990 für insgesamt 1390 Minuten ohne Gegentor zu bleiben. Diese Leistung stellt nicht nur in der belgischen Liga, sondern in allen der UEFA untergeordneten Spitzen-Ligen bis heute den Rekord dar.
Außerdem hielt er für fast drei Jahre den Rekord als ältester eingesetzter Spieler in der UEFA Champions League. Mit 40 Jahren und 116 Tagen spielte Verlinden im Dezember 2003 in der Champions League für Brügge. Der Rekord wurde von Alessandro Costacurta am 21. November 2006 überboten.  Der Verteidiger des AC Mailand war zu diesem Zeitpunkt 40 Jahre und 211 Tage alt.
Mit fast 41 Jahren beendete Dany Verlinden im Sommer 2004 seine Karriere beim FC Brügge. In sechzehn Jahren gewann er mit Brügge fünf Meisterschaften und ebenfalls fünf Pokalendspiele. Von 2004 bis 2012 war Verlinden Torwarttrainer beim FC Brügge; danach trat er ab 2012 in der gleichen Position seine Tätigkeit beim saudi-arabischen Klub Al-Shabab an. Dieses Amt hatte er allerdings nur für ein Jahr inne, ehe er die Position als Torwarttrainer des Club Africain Tunis übernahm.

### In der Nationalmannschaft
Verlinden nahm 1981 an der U-18 EM in Deutschland teil und bestritt dort zwei Spiele über die volle Länge. Insgesamt wurde er 16 Mal in die belgische U-18-Nationalmannschaft berufen und kam dabei auch in jeder dieser Begegnungen zum Einsatz. Des Weiteren brachte er es von 1979 bis 1982 auf 22 Berufungen in die U-19-Nationalelf, für die er insgesamt 18 Länderspiele absolvierte. Von 1982 bis 1986 konnte er schließlich elf Einberufungen in den U-21-Nationalkader verzeichnen, wovon er in sieben Partien eingesetzt wurde.
Später gehörte er bei der Weltmeisterschaft 1994 und der Weltmeisterschaft 1998 als dritter Torhüter zum Aufgebot der belgischen Nationalmannschaft, blieb jedoch jeweils ohne Einsatz. Insgesamt brachte er es von 1993 bis 1998 auf 15 Einberufungen in die A-Nationalmannschaft. Am 25. März 1998 absolvierte Verlinden sein einziges Länderspiel, als er beim 2:2-Remis im Freundschaftsspiel gegen Norwegen über die volle Spieldauer das Tor hütete.

## Titel und Erfolge
- Belgischer Meister (5): 1990, 1992, 1996, 1998, 2003
- Belgischer Pokalsieger (5): 1991, 1995, 1996, 2002, 2004
- Belgischer Supercup (10): 1988, 1990, 1991, 1992, 1994, 1996, 1998, 2002, 2003, 2004